# Florestano Vancini
Florestano Vancini (Ferrara, Italia, 24 de agosto de 1926- Roma, 17 de septiembre del 2008), fue un cineasta italiano. 

## Biografía
Comenzó su carrera con pequeños cortometrajes a lo largo de la década de los años 50. Su primer largometraje fue La larga noche del '43 (1960), premiado en el Festival Internacional de Cine de Venecia. Su obra está impresa de un gran sentimiento político y de testimonios históricos.
Como curiosidad cabe destacar que el único spaghetti western que dirigió, Los largos días de la venganza, lo hizo bajo el pseudónimo de Stan Vance.

## Filmografía
- 1960 - La larga noche del '43
- 1962 - La banda Casaroli
- 1964 - La calda vita
- 1966 - Le stagioni del nostro amore
- 1967 - Los largos días de la venganza
- 1971 - Bronte, cronaca di un massacro che i libri di storia non hanno raccontato
- 1972 - La violenza: quinto potere
- 1973 - Il delitto Matteotti
- 1974 - Renata
- 1979 - Un dramma borghese
- 1980 - La baraonda
- 1984 - La neve nel bicchiere

## Premios y distinciones
Festival Internacional de Cine de Venecia
| Año  | Categoría                    | Galardonado           | Resultado |
| ---- | ---------------------------- | --------------------- | --------- |
| 1960 | Mejor ópera prima            | La larga noche del 43 | Ganador   |
| 1984 | Premio OCIC-Mención especial | La neve nel bicchiere | Ganador   |

Festival Internacional de Cine de Berlín
| Año  | Categoría        | Galardonado                    | Resultado |
| ---- | ---------------- | ------------------------------ | --------- |
| 1966 | Premio FIPRESCI  | Las estaciones de nuestro amor | Ganador   |
| 1966 | Premio Interfilm | Las estaciones de nuestro amor | Ganador   |